# Accona

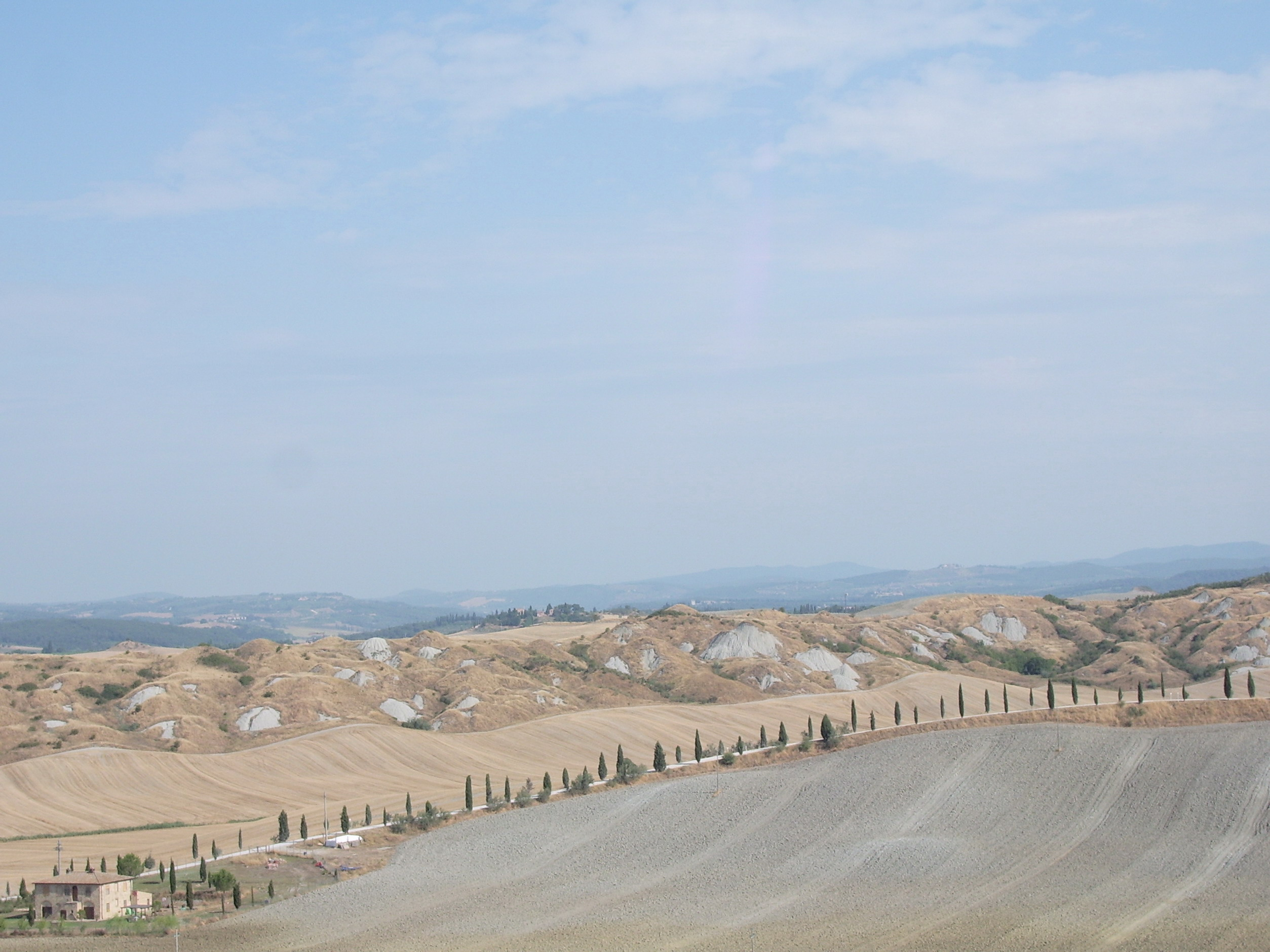
Poušť Accona

Accona je poušť v Itálii, ležící jihozápadně od města Asciano (provincie Siena). Je součástí geologického útvaru známého jako Crete senesi (Sienské jíly), tvořeného sedimenty pliocenního moře, které pokrývalo tuto oblast před 2,5–4,5 miliony let. Roční úhrn srážek v oblasti nepřesahuje 600 mm, průměrná teplota činí 22 °C, časté jsou silné vysušující větry. Charakteristickým rysem krajiny je množství kopečků zvaných biancane pro bílou barvu způsobenou usazeninami síranu sodného.
Malíř Ambrogio Lorenzetti zobrazil zdejší krajinu na freskách podávajících alegorii Dobré a špatné vlády v zasedacím sále radnice v Sieně. Svatý Bernardo Tolomei založil roku 1319 na jižním okraji pouště klášter Monte Oliveto Maggiore.